# Jüdischer Friedhof Arnoldsweilerstraße (Düren)

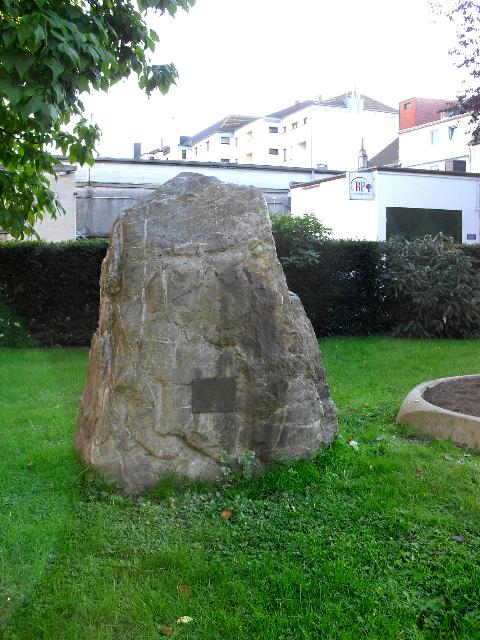
Der Gedenkstein

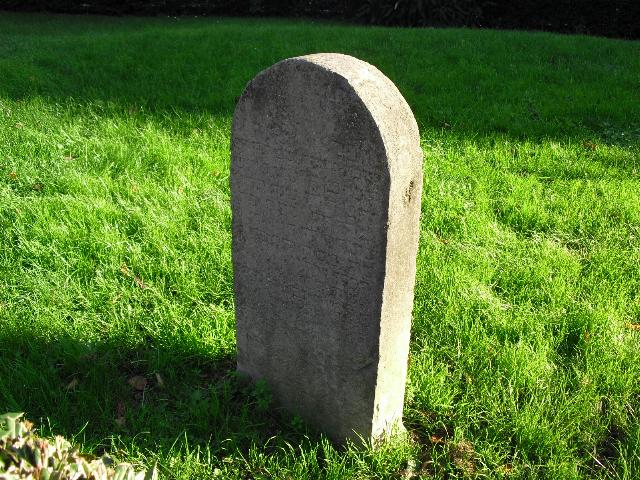
Der einzige Grabstein

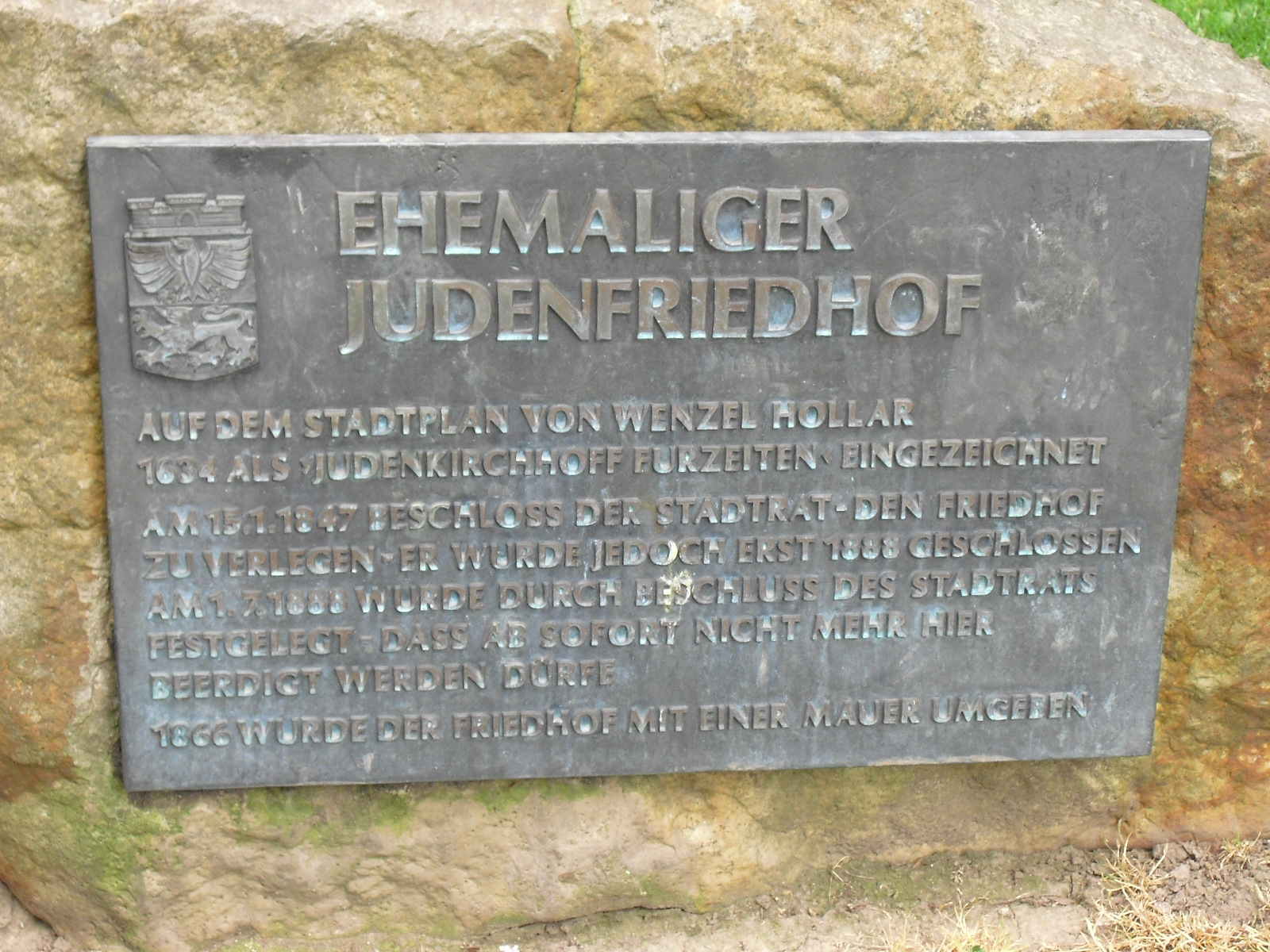
Die Gedenktafel

Der alte Jüdische Friedhof „Vor dem Wirteltor“ befindet sich in der Arnoldsweilerstraße in Düren in Nordrhein-Westfalen.
Früher lag der Friedhof vor der Dürener Stadtmauer am Wirteltor, heute liegt er in der Innenstadt etwa neben dem Parkhaus in der Arnoldsweilerstraße in einer kleinen Grünanlage. Dort ist auch ein Gedenkstein aufgestellt.
Die Juden aus Düren und den Nachbarorten nutzten den Friedhof von etwa 1500 (Ersterwähnung) bis 1888. Wahrscheinlich existierte der Friedhof schon im 15. Jahrhundert. Wenzel Hollar zeichnete ihn schon 1634 in seinen Stadtplan ein. Bis zum Bau des jüdischen Friedhofs Aachen wurden teilweise auch Juden aus Aachen hier bestattet.
Am 20. Juli 1887 verfügte die Regierung in Aachen die Schließung des Friedhofes aus „politischen und sanitären Rücksichten, namentlich wegen erfolgter und noch anwachsender Erweiterung der Stadt“. Ein neuer Begräbnisplatz wurde in Düren-Ost in der Binsfelder Straße geschaffen.
Bei der Verlegung von Versorgungsleitungen im Jahre 1951 wurde ein einziger Grabstein (Mazewa) vom alten Friedhof gefunden, der nun neben dem Gedenkstein aufgestellt worden ist.
Der Friedhof ist unter Nr. 1/142 in die Denkmalliste der Stadt Düren eingetragen.